# Snabbköp

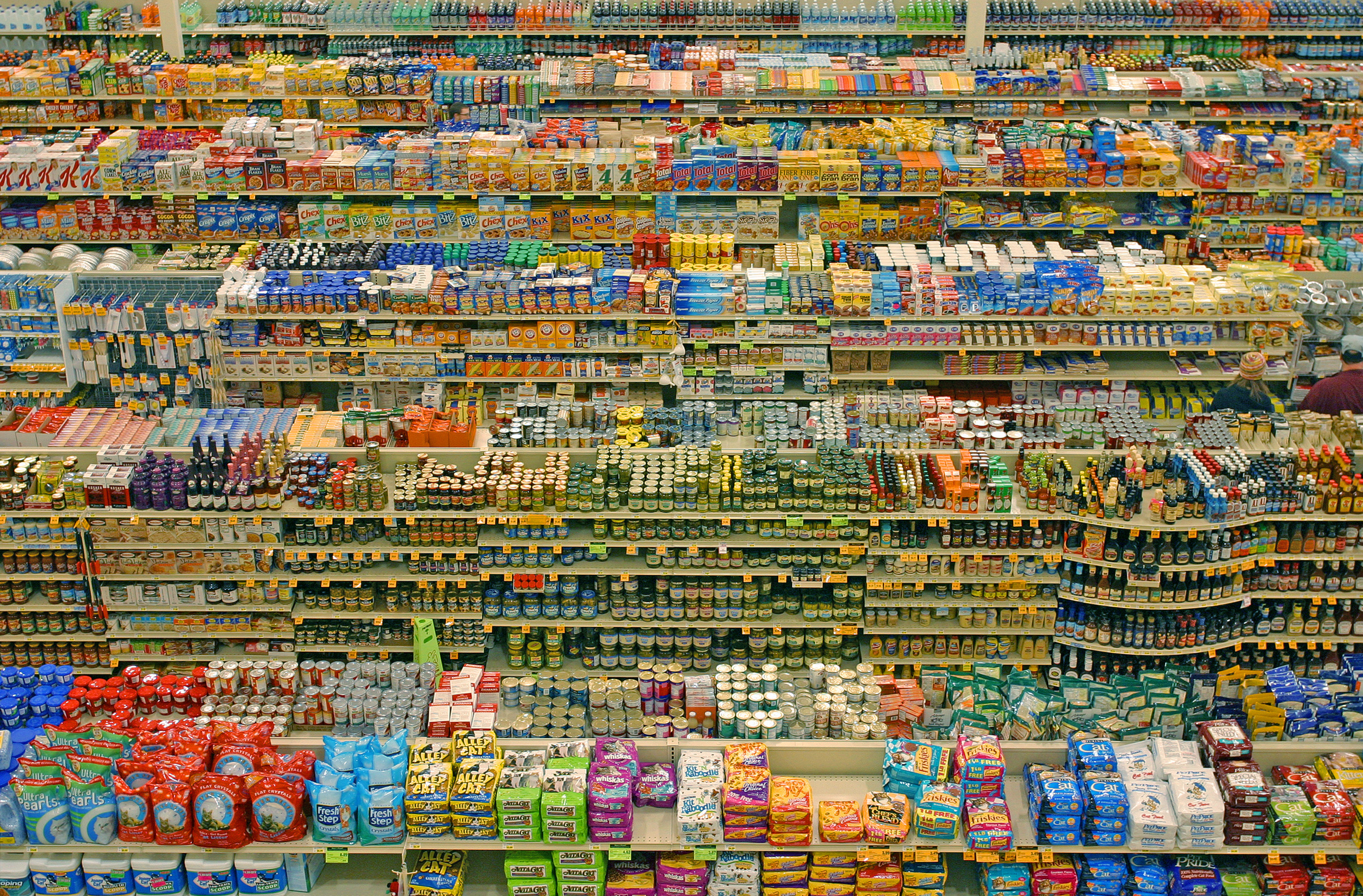
Snabbköp i Portland, Oregon, USA, 2004.

Snabbköp eller självbetjäningsbutik  är en typ av dagligvarubutik med visst mått av självbetjäning. Uttrycket myntades på 1940-talet, när de första självbetjäningsbutikerna öppnades. Numera är alla dagligvarubutiker av den typen så ordet fyller inte längre någon egentlig funktion. Sortimentet består huvudsakligen av mat men omfattar även receptfria läkemedel samt alkoholdryck, dock med stor variation mellan olika länder. Sortimentet är inte lika stort som i en stormarknad.

## Definition
En äldre beskrivning på snabbköp går att hitta i köpmannaförbundets tidning (från 23 december 1976). Där står att "ett snabbköp är liten butik, ej större än 400 m² som handelsyta". Denna definition är dock föråldrad och dessa butiker kallas numera för närbutiker. INSEE uppger att ett snabbköps säljyta oftast är mellan 400 och 2 500 m² och att minst två tredjedelar av omsättningen måste komma från mat. Det finns stora variationer i vad olika länder definierar som ett snabbköp.

## Snabbköp i Sverige

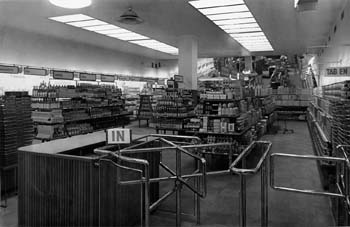
Sveriges första självbetjäningsbutik, på Odengatan 31 i Stockholm, öppnade 1941.

Den framgång självbetjäningsbutiker rönt i USA, under 1940-talet, väckte även den svenska handelns intresse. Snabbköpsbutiken Konsum på Odengatan i  Stockholm som öppnade 1941 anses som starten på självbetjäningen i Sverige..
En av de första butikerna med självbetjäning låg på Hyttgatan 9 i Skelleftehamn utanför Skellefteå och den öppnades i december 1946 av Paul Antonius Kågström. Affären köptes senare upp, flyttades till annan plats i samhället men fortsatte vara en ICA-butik.

## Snabbköp i populärkulturen
En av seriefiguren Snobbens fantasialteregon är "den världsberömda snabbköpskassören".
Tomas Ledin skrev 1985 låten "Snabbköpskassörskan", som först spelades in av Di sma undar jårdi och sedan också har spelats in av andra artister.

## Tillväxt i utvecklingsländerna

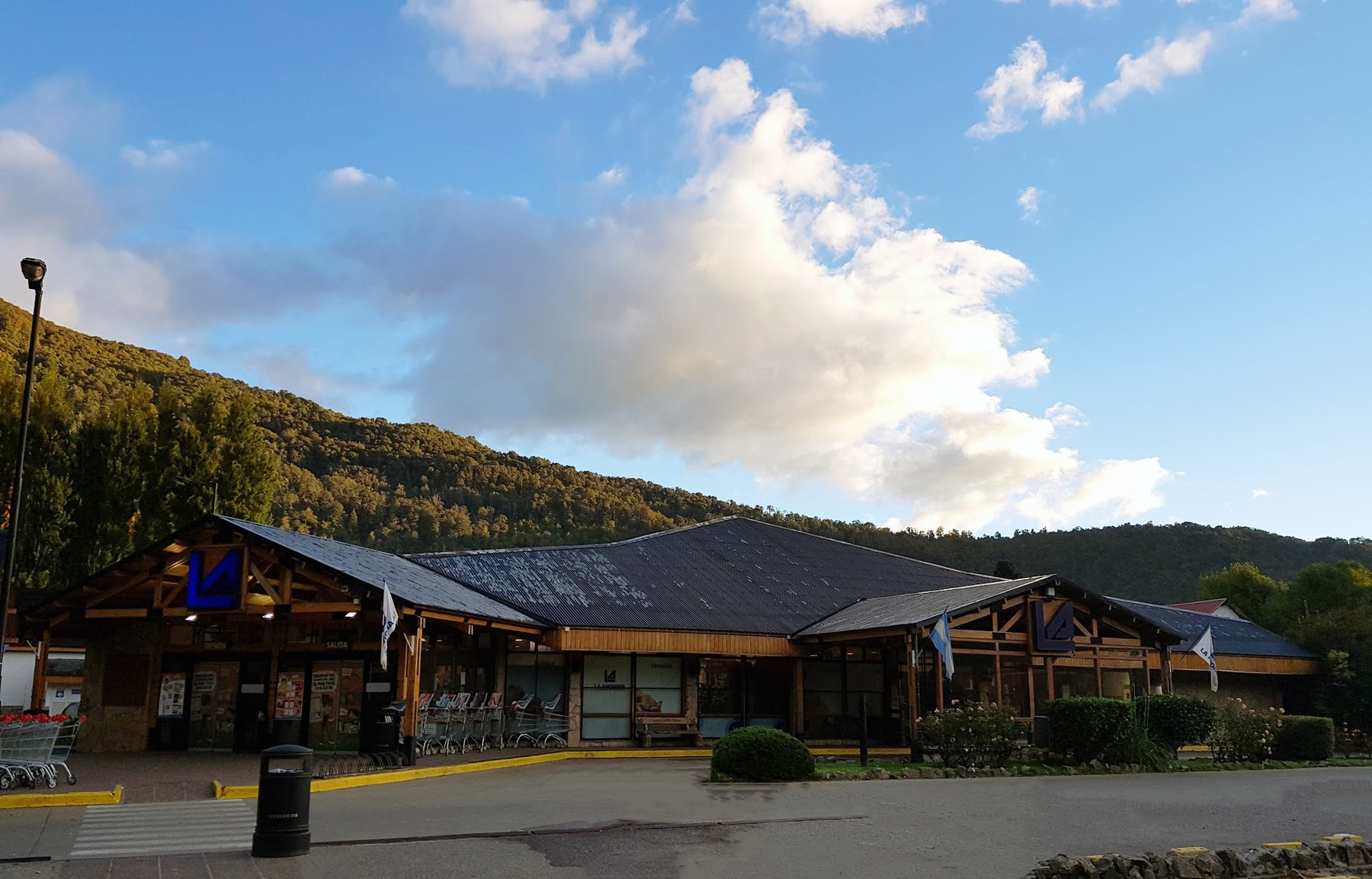
Utanför en La Anonima-supermarknad i Argentina

Sedan 1990-talet har livsmedelssektorn i utvecklingsländerna snabbt omvandlats,  särskilt i Latinamerika, Sydostasien, Indien, Kina och Sydafrika. Med tillväxten har följt en betydande konkurrens och en viss konsolidering. Tillväxten har drivits av ökad välfärd och framväxten av en medelklass; kvinnornas inträde på arbetsmarknaden; vilket ledde till ett ökat intresse för lättillgänglig mat; ökad användning av kylskåp, vilket möjliggör veckohandling istället för daglig shopping; och ökad bilägande, vilket underlättar resor till avlägsna butiker och köp av stora mängder varor.
De möjligheter som denna potential skapat har uppmuntrat flera europeiska företag att investera på dessa marknader (huvudsakligen i Asien) och amerikanska företag att investera i Latinamerika och Kina. Även lokala företag gick in på marknaden. Den initiala utvecklingen av stormarknader har nu följts av en tillväxt hos hypermarknader. Dessutom gjordes investeringar av företag som Makro och Metro Cash and Carry i storskaliga Cash-and-Carry-verksamheter.
Medan försäljningstillväxten av bearbetade livsmedel i dessa länder har varit mycket snabbare än tillväxten av försäljning av färska livsmedel, innebär stormarknadernas behov av att uppnå stordriftsfördelar vid inköp att utbyggnaden av stormarknader i dessa länder får viktiga konsekvenser för småbönder, särskilt de som odlar lättfördärvliga grödor. Nya leveranskedjor har utvecklats som involverar klusterbildning; utveckling av specialiserade grossister; ledande bönder som organiserar leveranser, och bondeföreningar eller kooperativ. I vissa fall har stormarknader organiserat egen upphandling från småbönder; i andra fall har grossistmarknader anpassat sig för att möta stormarknadernas behov.